# ديفيد ليديسما
ديفيد ليديسما (بالإسبانية: David Ledesma)‏ هو لاعب كرة قدم أرجنتيني في مركز الدفاع، ولد في 8 مارس 1999 في Graneros, Tucumán ‏ في الأرجنتين. لعب مع كيلمس.

## وصلات خارجية
- ديفيد ليديسما على موقع قاعدة بيانات كرة القدم.إي يو (الإنجليزية)
- ديفيد ليديسما على موقع Soccerway.com (الإنجليزية)